# Periglandula turbinae
Espèce
Periglandula turbinae est une espèce de champignons de la famille des Clavicipitaceae, symbiotique de certaines espèces de plantes de la famille des Convolvulaceae. Elle a été isolée sur Turbina corymbosa.